# Château de Legri
Le château de Legri (en italien : Castello di Legri), est un ancien château situé dans le hameau de Legri de la commune de Calenzano (ville métropolitaine de Florence) en Toscane,.

## Historique
La structure a été construite à l'époque médiévale par Frédéric Barberousse, avec des fonctions d'observation et de défense sur la voie de communication en contrebas entre le château de Calenzano et les collines du Mugello. 
Au cours du XIVe siècle, ses fonctions militaires devinrent secondaires, à tel point qu'il fut progressivement abandonné et transformé en un complexe agricole rural, sans toutefois modifier les structures architecturales d'origine. Cependant, entre les XVIIe et XVIIIe siècles, des travaux de rénovation furent réalisés qui conduisirent à son agrandissement.
La tour et le bâtiment principal de la période médiévale sont conservés, tous deux couronnés d'un crénelage au sommet, tandis que le jardin remonte à la période baroque. Un petit oratoire, utilisé à l'origine comme chapelle, se trouve dans le château.

## Galerie

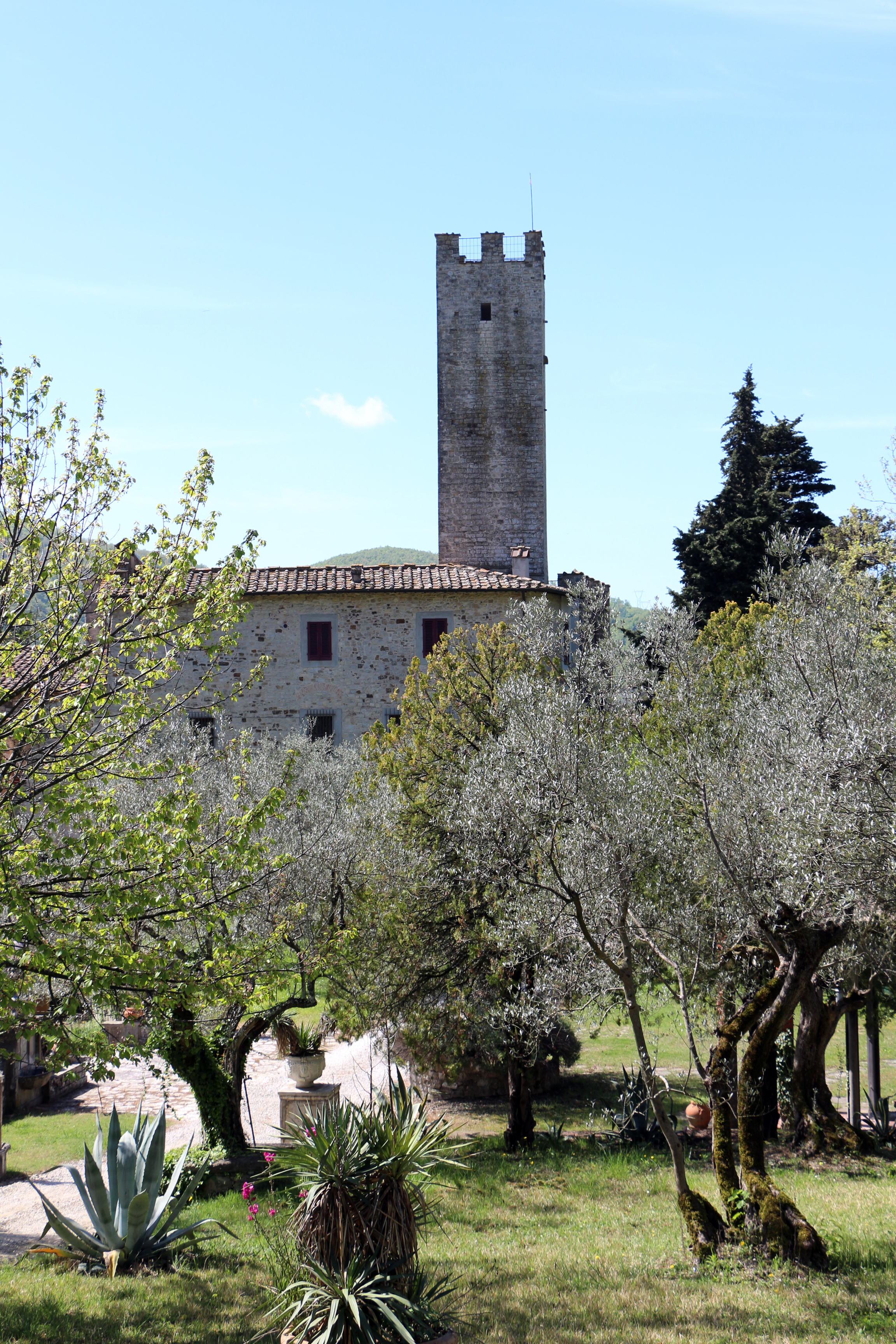
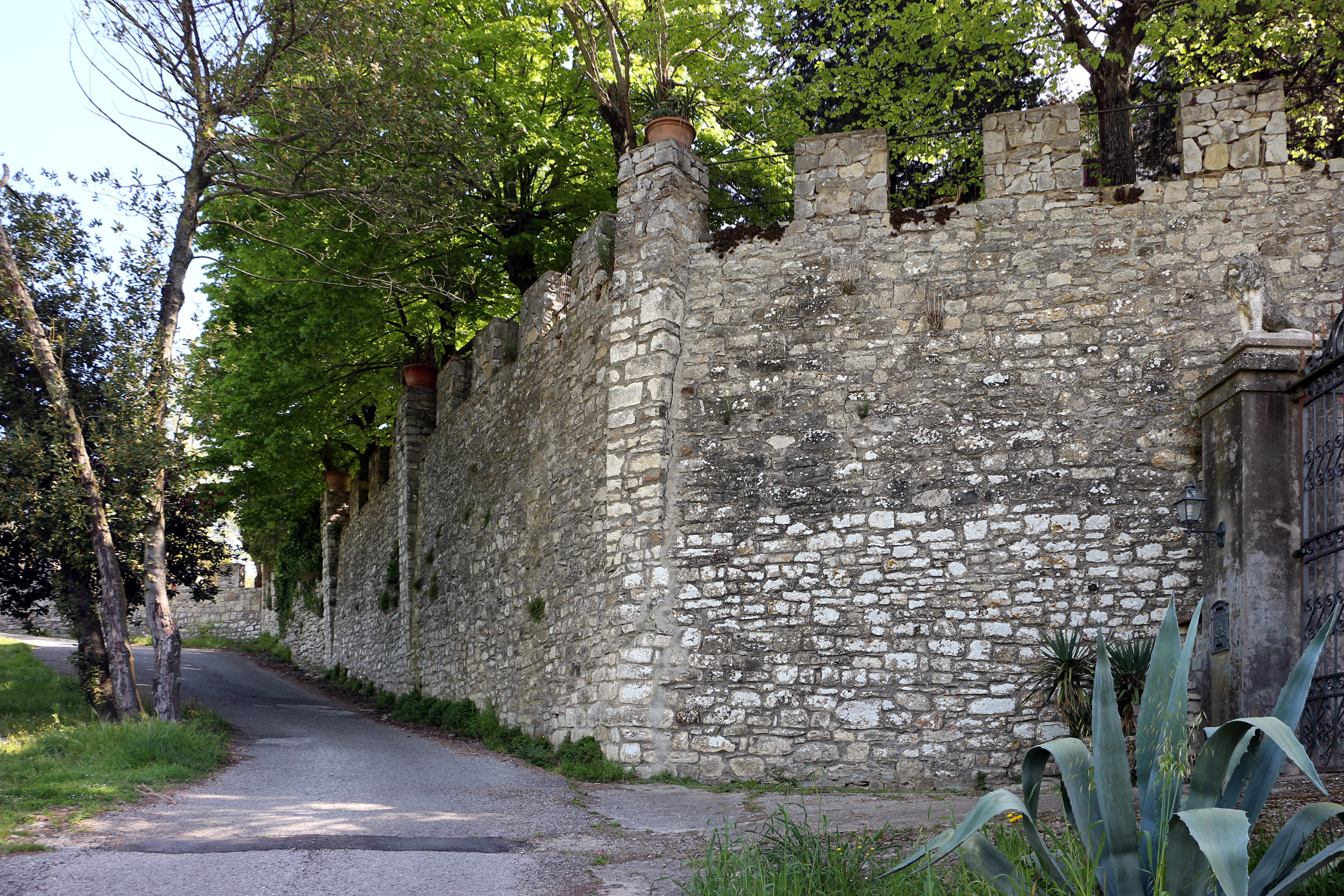